# Testamento y muerte de Moisés
Testamento y muerte de Moisés es un fresco del pintor Luca Signorelli, realizado en 1482, que se encuentra en las paredes laterales de la Capilla Sixtina del Palacio Apostólico de la Ciudad del Vaticano. Fue realizado durante el papado de Sixto IV y originalmente se denominó Repetición de la Ley escrita, hecha por Moisés al narrar los acontecimientos finales de la vida del profeta.

## El tema
Conociendo su cercana muerte, Moisés se despide de los israelitas exigiendo lealtad a Yahvé. Después, bendijo a las doce tribus y escogió a Josué como su sucesor. A continuación, subió al monte Nebo, donde vislumbró la Tierra Prometida que no llegaría a pisar. Poco después murió a los 120 años y su cuerpo desapareció.
Moisés es representado por la iconografía en la cima de la montaña, en ocasiones acompañado del Arcángel Miguel (como en esta obra), observando la tierra de Canaán desde lo lejos.
Los evidentes paralelismos entre las vidas de Moisés y Jesús hicieron que se representara a Moisés desde el arte paleocristiano de las catacumbas y los sarcófagos. 

## Descripción de la obra
Signorelli presenta a la derecha de la escena a Moisés bendiciendo desde un trono a los hijos de Israel según narra Deuteronomio 33 y a sus pies, el arca del pacto con las Tablas de la Ley y la urna con maná. Un poco centrado en la imagen hay un joven desnudo que tal vez sea una figura alegórica de su antepasado Leví, quién había sido excluido del reparto de tierras en la división de la Tierra Prometida. A la izquierda, se representa a Moisés cediendo el bastón de mando a su sucesor, Josué. 
Arriba, en el centro, el ángel le indica la tierra prometida mientras a la izquierda, se representa a los israelitas llorando la muerte de Moisés, aunque el relato bíblico no hable de la exposición del cuerpo de Moisés.

## Véase también

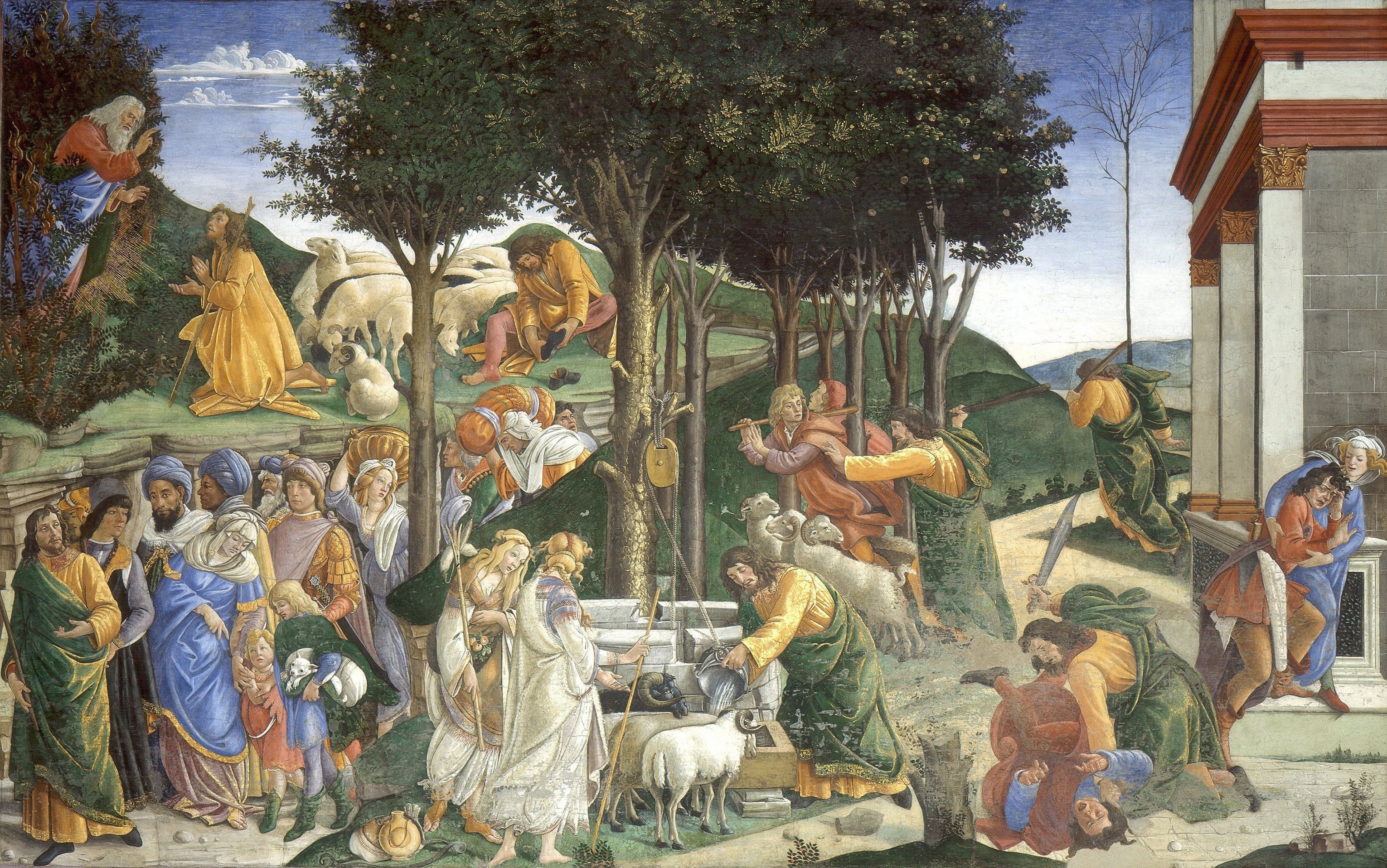
Pruebas de Moisés, Capilla Sixtina, 1482, Sandro Botticelli.